# Petite Seille
Die Petite Seille (deutsch früher Kleine Seille) ist ein etwa 26 km langer rechter Zufluss der Seille im Département Moselle.

## Geographie

### Verlauf
Die Petite Seille entspringt auf einer Höhe von etwa 250 m in zwei Quellästen östlich von Racrange. Nach der Vereinigung der beiden Quelläste fließt sie in südlicher Richtung am Ostrand von Racrange vorbei. Beim Wäldchen Pfaffenhorst, welches sie am Westzipfel berührt, biegt sie nach Südwesten ein und staut sich dann zum Étang du Moulin (deutsch früher Großer Mühlenteich). Kurz danach fließt ihr der von Süden kommende Ruisseau de Baffel zu. Sie läuft nun nördlich an Riche vorbei und wird dort auf ihrer rechten Seite von dem vom Norden kommenden Ruisseau de Pévange gespeist. Bei Haboudange nimmt sie den Ruisseau de la Bonne Fontaine auf. Flussabwärts verstärken sie der Ruisseau de Bellange, der Ruisseau de Dahlain und etwas später der Ruisseau de Kemade. Ihre Fließrichtung ist daraufhin Südsüdwest. Sie erreicht Burlioncourt, umfließt es aber weiträumig von Osten und orientiert ihren Lauf nach Süden. Einigen Kilometer südwärts wird sie vom ihr schon eine Weile parallel laufenden Ruisseau de Tûche erreicht. Der Weg der Petite Seille führt nun westlich an Obreck vorbei, wo sich ihre Wassermassen mit denen des Canal de Bride (Ruisseau de la Flotte) vereinigen. Der Kanal diente früher dem Holztransport vom Wald bei Wuisse in die Saline von Château-Salins. Nördlich von Hampont wendet die Petite Seille sich nach Westen. Kurz bevor sie Hédival erreicht, fließt ihr der aus dem Norden kommende Ruisseau de Vannecourt zu. Der Canal du Moulin zweigt sich bei Hédival von ihr ab. Sie verläuft nun nach Südwesten und wird vom Ruisseau de Champré und einige Zeit später vom Ruisseau de Chypré weiter verstärkt. Sie wechselt danach ihre Richtung nach Süden und passiert die Stadt Château-Salins und nimmt dort den Ruisseau de Morville auf. Später durchquert sie Salonnes und mündet schließlich auf einer Höhe von 199 m in die Seille.

### Zuflüsse
- Ruisseau des Chanvres (links), 1,7 km
- Ruisseau de Baffel (Ruisseau de Baffeld) (links), 1,6 km
- Ruisseau de Pévange (Ruisseau de Rode) (rechts), 5,2 km
- Ruisseau du Moulin (rechts), 3,9 km
- Ruisseau de la Bonne Fontaine (rechts), 3,8 km
- Ruisseau de Bellange (rechts), 4,4 km
- Ruisseau de Dalhain (rechts), 3,6 km
- Ruisseau de Kemade (Fosse de Pousselin) (rechts), 2,2 km
- Ruisseau de Tûche (rechts), 2,0 km[6]
- Ruisseau de la Flotte (links), 11,0 km, 48,5 km²,  0,44 m³/s
- Ruisseau le Closel (links), 1,3 km
- Ruisseau de Vannecourt (rechts), 4,1 km
- Ruisseau de Champré (rechts), 2,3 km
- Ruisseau de Chypré (rechts), 1,4 km
- Ruisseau de Morville (links), 4,0 km

## Hydrologie
An der Mündung der Petite Seille in die Seille beträgt die mittlere Abflussmenge (MQ) 1,35 m³/s; das Einzugsgebiet umfasst hier 155,8 km².
Am Pegel Château-Salins wurde über einen Zeitraum von 57 Jahren (1969–2025) die durchschnittliche jährliche Abflussmenge der Petite Seille berechnet. Das Einzugsgebiet entspricht an dieser Stelle 143 km², damit etwa 92 % des vollständigen Einzugsgebietes des Flusses.
Die höchsten Wasserstände werden in den Monaten Dezember – März gemessen. Ihren Höchststand erreicht die Abflussmenge mit 2,25 m³/s im Februar. Von April an geht die Schüttung Monat für Monat merklich zurück und erreicht ihren niedrigsten Stand im September mit 0,47 m³/s, um danach wieder von Monat zu Monat anzusteigen.
| Monatlicher mittlerer Abfluss in m³/s: Petite Seille bei Château-Salins Daten aus den Werten der Jahre 1969–2025 berechnet |
| --- |
| 2,521,510,501,262,23Jan.2,25Feb.1,88März1,36Apr.1,02Mai0,77Juni0,63Juli0,50Aug.0,47Sep.0,91Okt.1,18Nov.2,02Dez.            |
| Durchgehende Linie: Mittlerer Jahresabfluss (MQ) 1,26 m³/s                                                                 |
| |
| Quelle: La Petite Seille à Château-Salins – hydro.eaufrance.fr                                                             |